# Игуманија Теодора (Томић)
Теодора Томић (Градачац, 13. новембар 1975) монахиња је Српске православне цркве и старешина Манастира Драгаљевца.

## Биографија
Игуманија Теодора Томић, рођена је 13. новембара 1975. године у селу Градачацу, од побожних и честитих родитеља. У врло скромном и побожном животу од детињства је била окренута вери.
Монашки постриг примила је 2004. године у Манастиру Сретење на Овчару.
У свезу клира Епархије зворничко-тузланске долази 2008. године.
Старешина Манастира Драгаљевца постаје 31. јануара 2008. године.